# Réseau interurbain de Shanghai
Le réseau interurbain de Shanghai (上海市域轨道交通), ou réseau de trains de banlieue de Shanghai, est un ensemble de lignes ferroviaires régionales rayonnant ou entourant la ville de Shanghai, en Chine. Il est prévu de doter progressivement la zone métropolitaine de Shanghai d'un système ferroviaire régional. Il se connectera à terme au réseau Jiangsu Yangtze MIR (Jiangsu Yangtze Metropolitan Belt Intercity Railway) et à la zone de Hangzhou (Hangzhou Greater Bay Area).

## Lignes ferroviaires de banlieue

### Lignes opérationnelles
En 2016, le réseau comportait trois lignes, :
- Ligne Jinshan
- Ligne 16 du métro de Shanghai (exploitée par le métro de Shanghai)
- Ligne 17 du métro de Shanghai (exploitée par le métro de Shanghai)

Depuis le 27 décembre 2024, il inclut également la Ligne de liaison aéroportuaire,.

### Plans pour 2025 et 2035

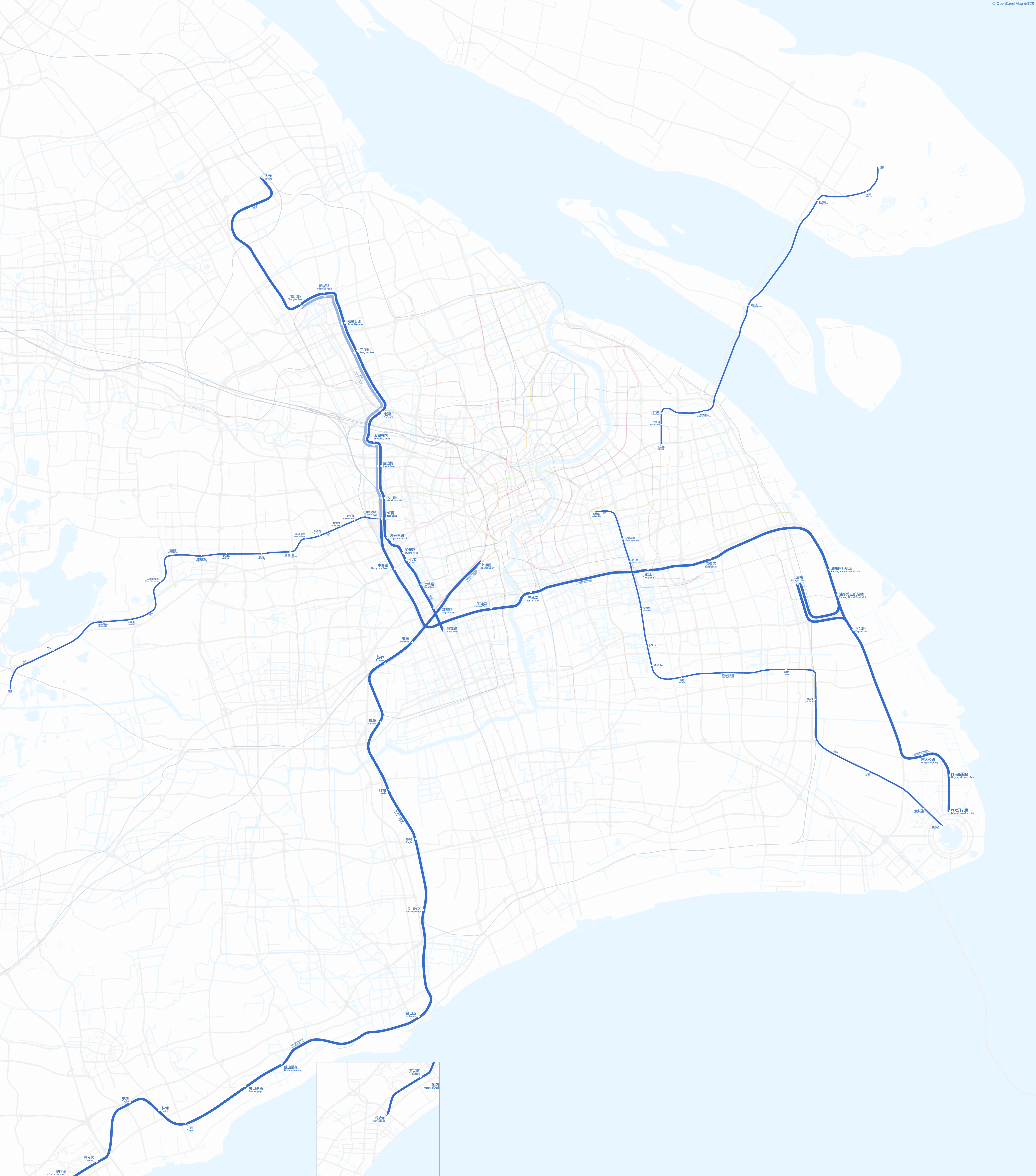
Carte du réseau interurbain de Shanghai planifié pour 2025 (n'inclut pas les lignes 16, 17 et 22).

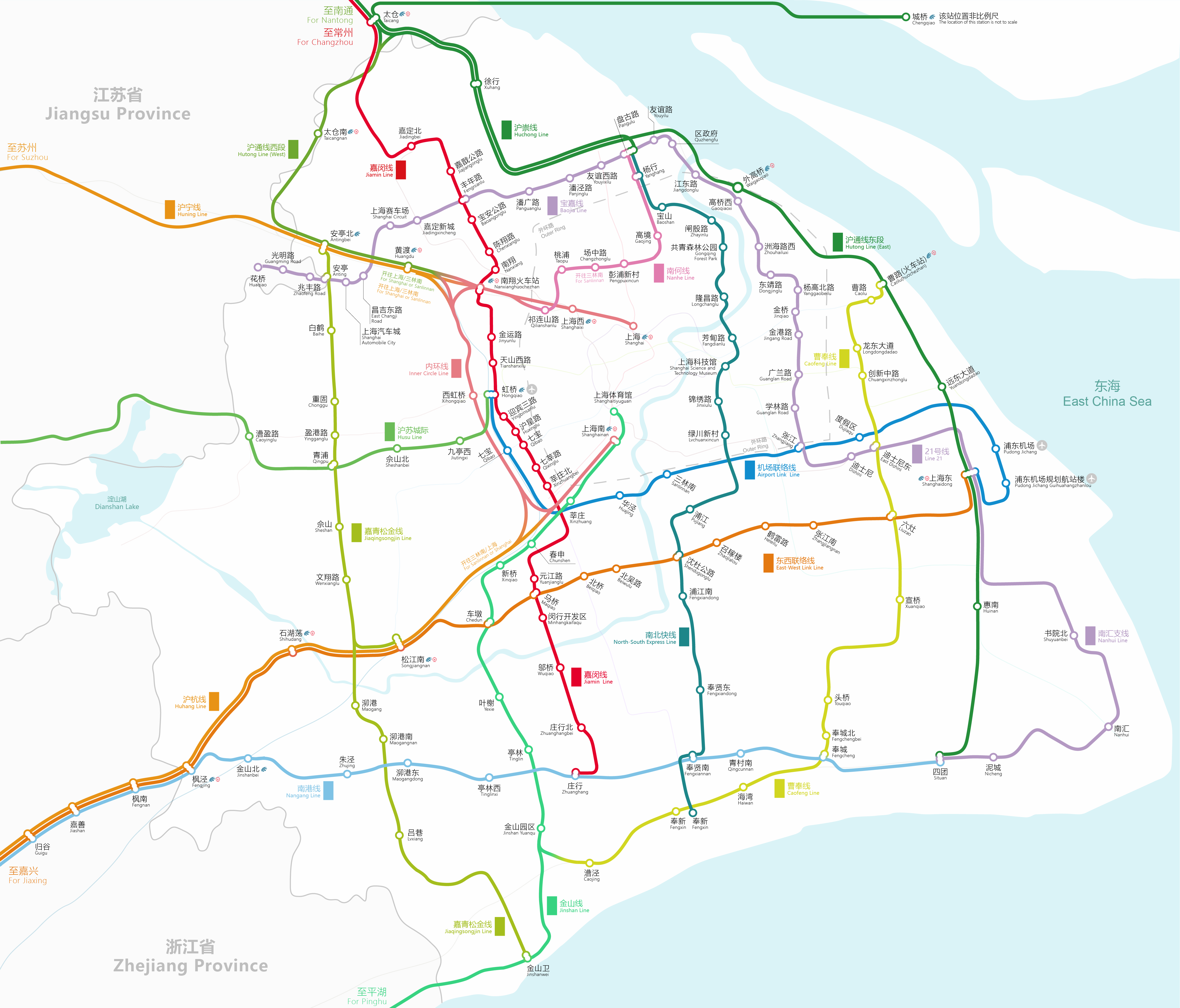
Carte du réseau interurbain de Shanghai prévu pour 2035 (n'inclut pas les lignes 16, 17 et 22).

.
.

### Lignes en construction ou en projet[2]
- Ligne 22 (崇明线, ne sera pas exploitée par China Railway[5])
- Ligne Jiamin (嘉闵线)
- Ligne Fengpu (奉浦线)
- Ligne Jiaqingsongjin (嘉青松金线)
- Ligne Chuannanfeng (川南奉线)
- Ligne Baojia (宝嘉线)
- Ligne Nangang (南港线)
- Ligne East West Link (东西联络线)
- Ligne Pudong - Lingang (浦东机场 - 临港市域线)